# ボーダフォン・ガーナ
ボーダフォン・ガーナ（Vodafone Ghana、以前はガーナテレコム）はガーナの通信会社。固定、携帯電話、インターネットサービス、インターネットカフェを提供しており、2006年の顧客数は約40万人。
ガーナテレコム（Ghana Telecommunications Company）はガーナ政府が株式の100%を所有していたが、2008年7月23日にボーダフォン（Vodafone International Plc）が株式の70%を9億USドルで取得。2009年4月16日にブランドをガーナテレコムからボーダフォン・ガーナへと変更した。 2023 年 1 月、Telecel は Vodafone Ghana を買収します。.

## ギャラリー

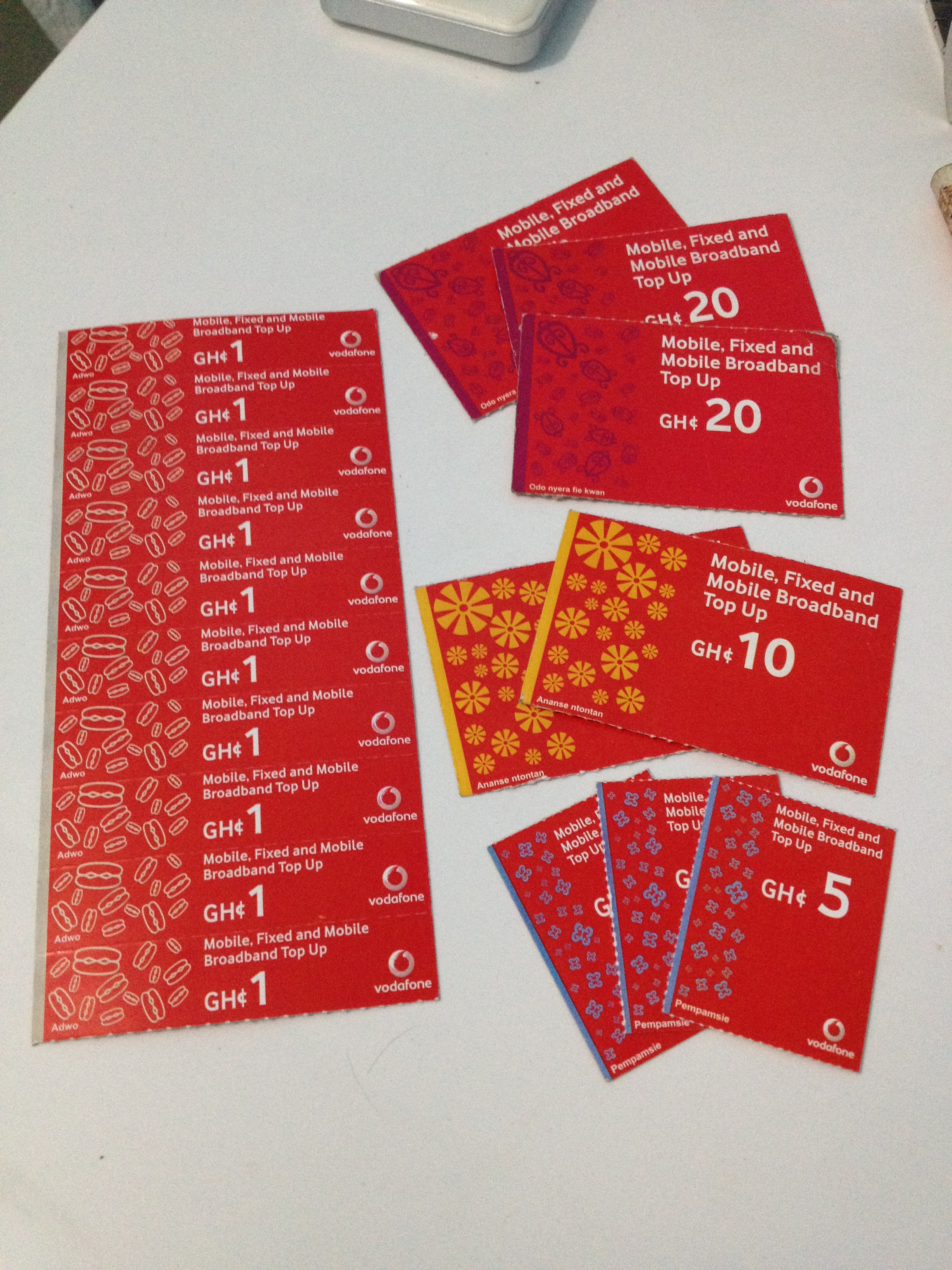
プリペイド用の課金カード
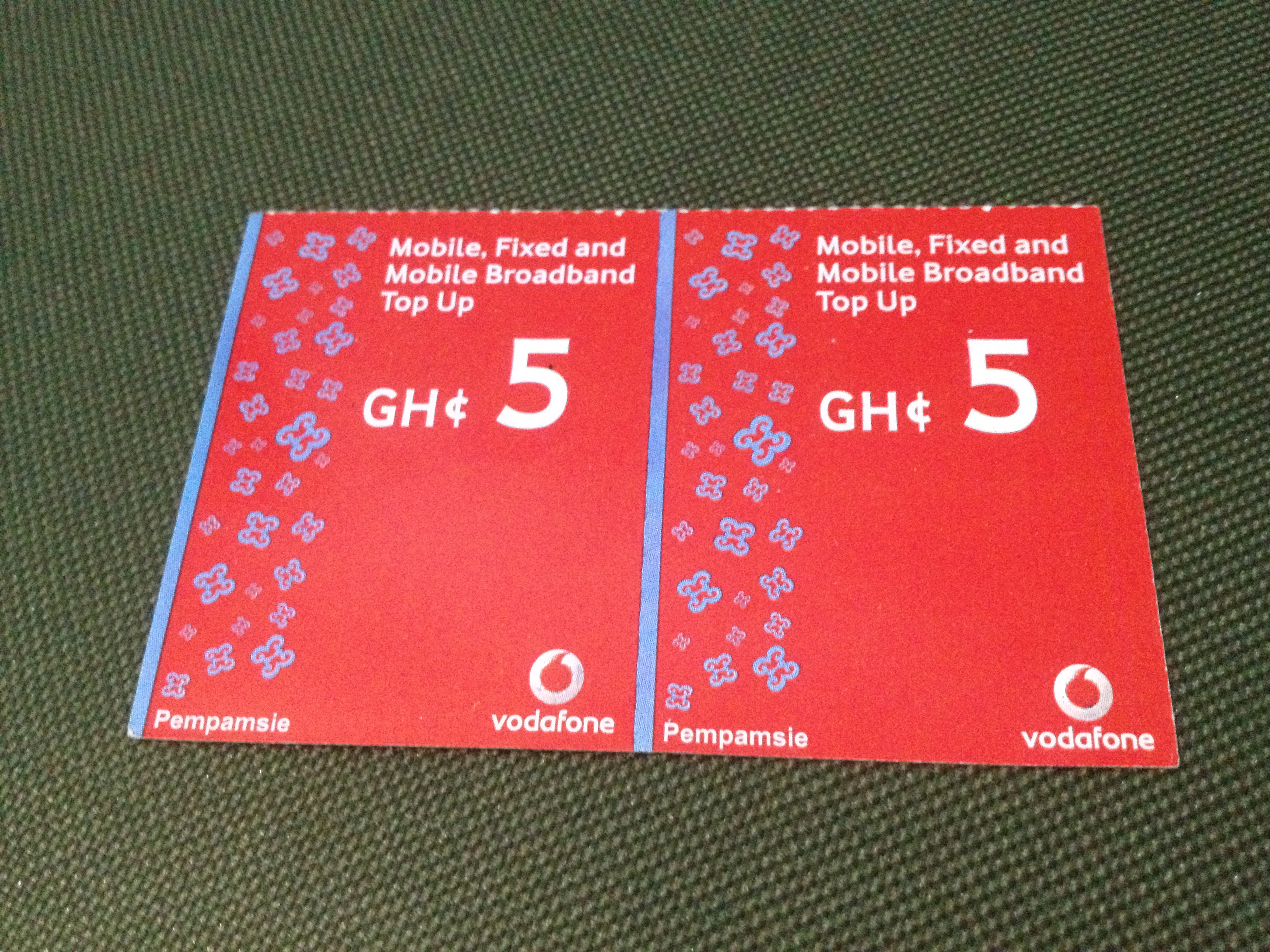
プリペイド用の課金カード
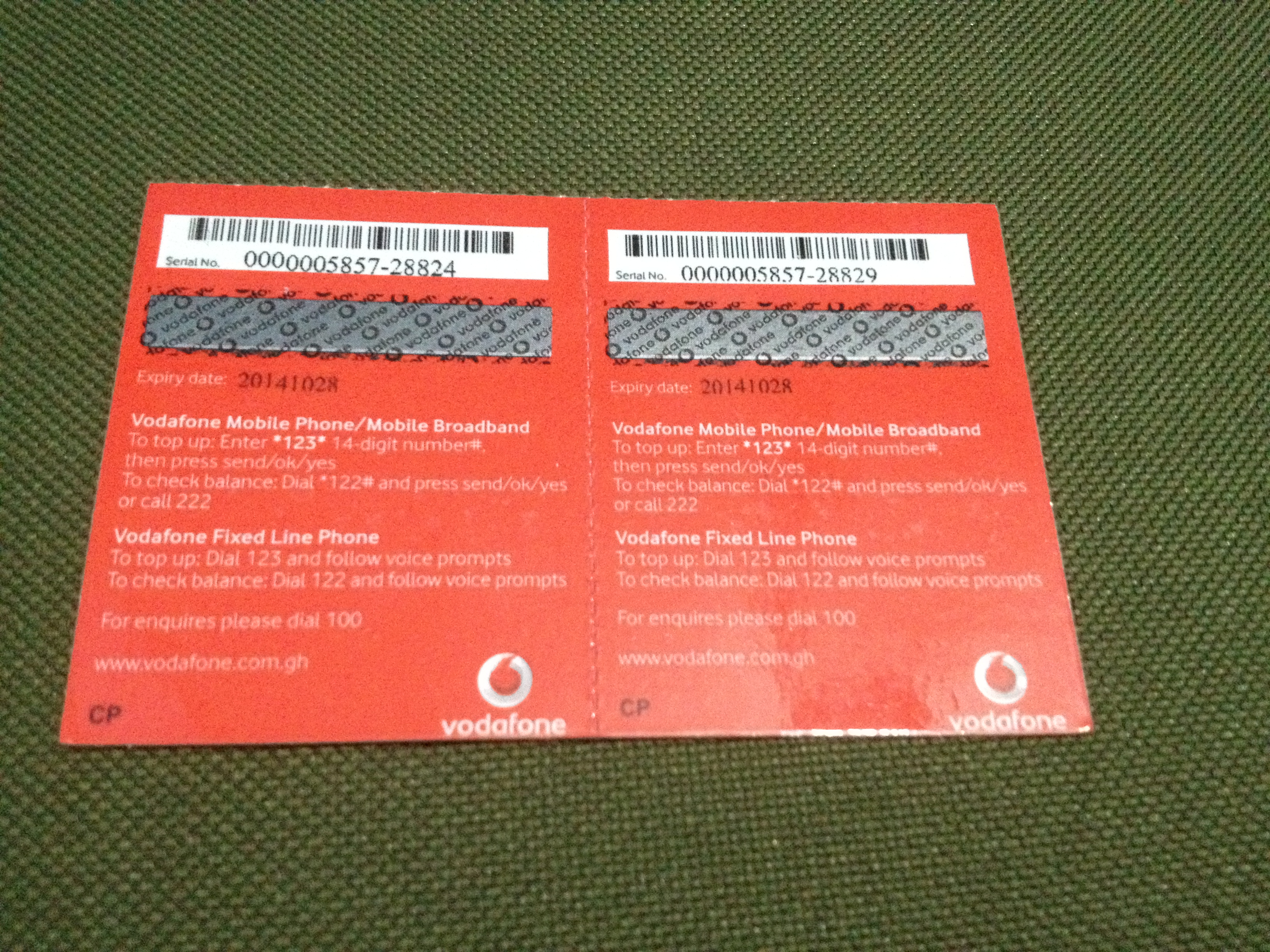
プリペイド用の課金カード
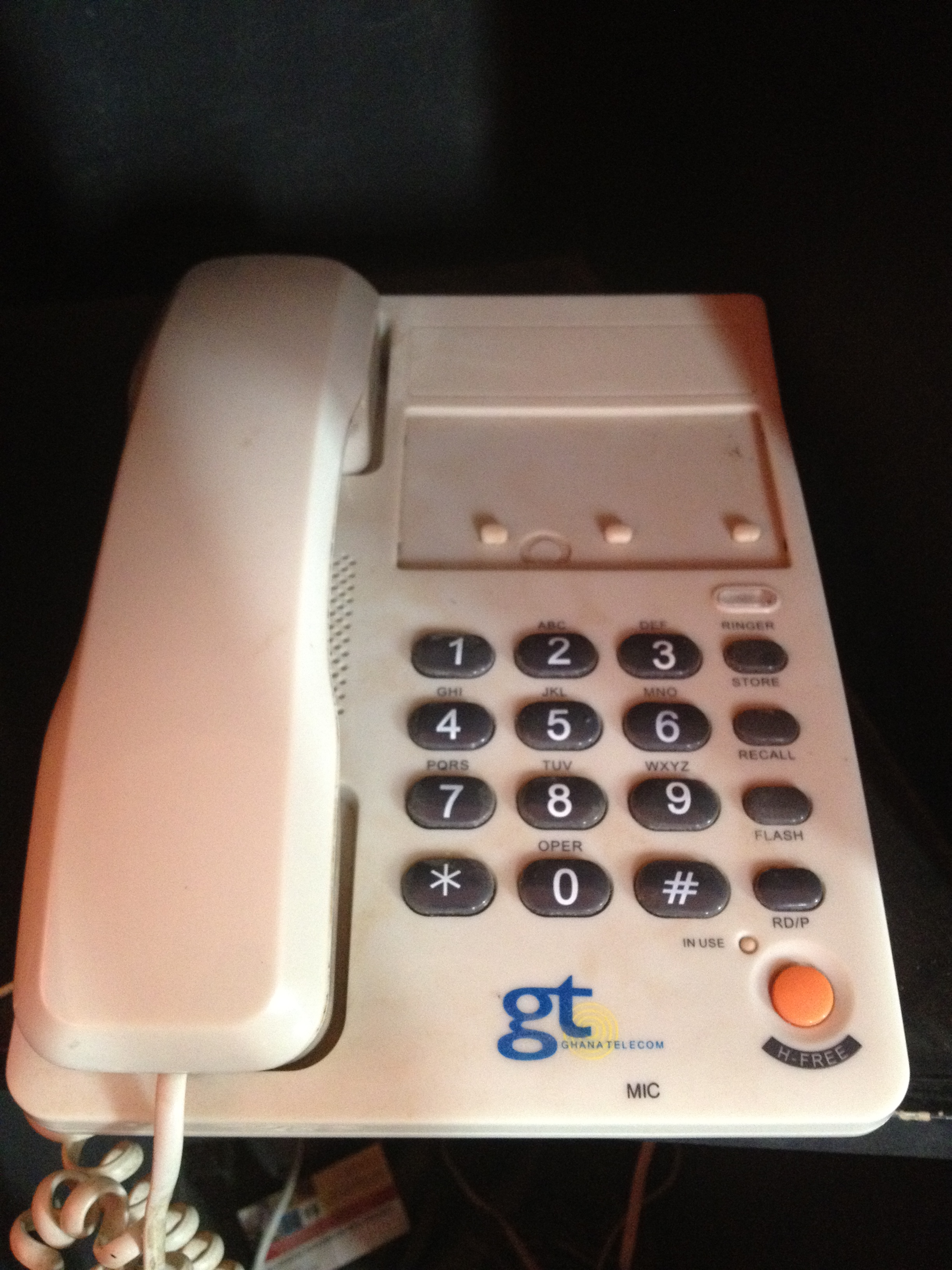
ガーナテレコム時代の固定電話